# LG Group
LG Group (korejsky 엘지 그룹) je jihokorejský konglomerát sídlící v Soulu. Vyrábí elektroniku, chemikálie a telekomunikační produkty. Byl založen v roce 1947. Má pobočky ve více než 80 zemích a patří mezi ně společnosti, jako jsou LG Electronics, LG Telecom, Zenith Electronics nebo LG Chem. V roce 2009 měl kolem 177 000 zaměstnanců.
Zakladatel LG Corp., Koo In-Hwoi, založil Lak-Hui Chemical Industrial Corp. v roce 1947. V roce 1952 se stala Lak-Hui (vyslovuje se "Lucky", v současné době LG Chem) první korejskou firmou, která vstoupila do plastového průmyslu. Když se v roce 1958 firma rozšířila, byla založena společnost GoldStar Co., Ltd. (v současné době LG Electronics Inc.).
V roce 1959 Goldstar vyrábí první rádio v Jižní Koreji. Hodně spotřební elektroniky bylo prodáváno pod jménem GoldStar, zatímco některé jiné výrobky pro domácnost (které nebyly k dispozici mimo Jižní Koreu) byly prodávány pod obchodním názvem Lucky. Značka Lucky byla známá svou řadou hygienických výrobků, jako mýdel a pracích prášků, ale většinou byla spojována se zubní pastou Lucky a Perioe. V roce 1995 byla společnost přejmenována na "LG", zkratku "Lucky Goldstar", aby lépe konkurovala na západních trzích. Nedávno společnost sdružila písmena LG s firemním mottem "Life's Good". Od roku 2009 LG také vlastní doménu LG.com.

## Společnosti
Od roku 2001 má LG dva společné podniky s Royal Philips Electronics: LG Philips Display a LG.Philips LCD, ale Philips odprodal své akcie na konci roku 2008. Také LG uzavřela smlouvu s Nortel Networks a vytvořila LG-Nortel Co., Ltd.. LG má společný podnik s Hitachi, Hitachi-LG Data Storage, která vyrábí optické mechaniky jako DVD-ROM nebo CDRW mechaniky a tak dále. LG dokonce od roku 1989 vlastní baseballový klub LG Twins.

## Dceřiné společnosti

### Elektronický průmysl
- LG Electronics
- LG Display
- LG Innotek
- LG Micron
- Hiplaza
- Hi Logistics
- System Air-Con Engineering
- Siltron
- Lusem

### Chemický průmysl
- LG Chem
- LG DOW Polycarbonate
- SEETEC
- LG Household & Health Care
- Coca•Cola Beverage Company
- LG Hausys
- LG TOSTEM BM
- LG Life Sciences
- LG MMA

### Telekomunikace a služby
- LG Telecom
- CS Leader
- A•IN
- LG Dacom
- LG Powercom
- DACOM Crossing
- DACOM Multimedia Internet
- CS ONE Partner
- LG CNS
- LG N-Sys
- V-ENS
- BIZTECH & EKTIMO
- Ucess Partners
- SERVEONE
- LG International
- TWIN WINE
- Geovine
- pixdix
- Korea Commercial Vehicle
- LG Solar Energy
- G2R
- HS Ad
- Wisebell
- TAMS Media
- Alchemedia
- W Brand Connection
- Twenty Twenty
- M. Hub
- Pressline
- G Outdoor
- Bugs Com Ad
- L. Best
- LG Management Development Institute: Economic Research Institute
- LG Management Development Institute: Academy
- LG Sports